# (37451) 4280 P-L
4280 P-L (asteroide 37451) é um asteroide da cintura principal. Possui uma excentricidade de 0.10314000 e uma inclinação de 2.27610º.
Este asteroide foi descoberto no dia 24 de setembro de 1960 por Cornelis Johannes van Houten e Ingrid van Houten-Groeneveld e Tom Gehrels em Palomar.